# Jyväskyläská univerzita
Jyväskyläská univerzita (finsky Jyväskylän yliopisto) je veřejná univerzita v Jyväskylä ve Finsku, kterou každoročně navštěvuje okolo 14 000 studentů. Kampus univerzity zahrnuje mnoho staveb z let 1950-1970, navržených světoznámým architektem Alvarem Aaltem. Novější budovy navrhl mimo jiné Arto Sipinen.
Od roku 2017 je rektorem univerzity Keijo Hämäläinen.